# A bíró és a hóhér (film, 1968)
A bíró és a hóhér Friedrich Dürrenmatt svájci író azonos című regényéből készült 1968-ban bemutatott fekete-fehér magyar tévéfilm Mihályfi Imre rendezésében. 1968 novemberében mutatta be az MTV.

## Az alapmű és filmes adaptációi
Friedrich Dürrenmatt svájci író A bíró és a hóhér (németül: Der Richter und sein Henker) című bűnügyi kisregénye először 1950. december 15. és 1951. március 31. között jelent meg folytatásokban a Schweizerische Beobachter c. hetilapban, német nyelven. Könyvformában először az einsiedelni Benziger kiadó adta ki 1952-ben, ezt számos német nyelvű, majd nemzetközi kiadás követte.
1957-ben a nyugatnémet SDR és DRS tévétársaságok fekete-fehér tévéfilmet készítettek a regényből Franz Peter Wirth rendezésében, majd 1975-ben Maximilian Schell rendező német–olasz színes játékfilmet készített a történetből, nemzetközi sztárok szerepeltetésével. Az író, Friedrich Dürrenmatt mindkét film forgatókönyvének megírásában közreműködött, sőt az 1975-ös Schell-filmben maga játszotta az egyik szerepet, Friedrichet, az Írót, azaz tulajdonképpen önmagát. Mindkét filmváltozat alapvetően az eredeti regény történetének rendjét követi, kisebb-nagyobb kiegészítésekkel, dramaturgiai változtatásokkal. Az 1975-ös német-olasz filmet a nemzetközi filmpiacra szánták, ezért angol nyelven forgatták, később több nyelvre szinkronizálták.
Dürrenmatt kisregényét Magyarországon Ungvári Tamás műfordításában először 1966-ban, majd 1968-ban adta ki az Európa Könyvkiadó. 1974-ben a novellát folytatásokban közölte a Rakéta Regényújság is.
1968-ban a Magyar Televízió fekete-fehér tévéfilmet készített belőle, Mihályfi Imre rendezésében. Első bemutatása a Magyar Televízióban 1968. november 16-án 20 óra 20 perckor kezdődött.

## Tartalom
Az idős berni rendőrfelügyelőt, Bärlachot a csendőrség éjszakai telefonhívása ébreszti. Schmied rendőrhadnagyot agyonlőve találták a twanni szakadéknál, Lamboing község határában. Bärlach kiküldi a helyszínelőket, maga azonnal Schmied lakására siet. Schönlernének, a szállásadónak azt mondja, Schmied hadnagy sürgős ügyben külföldre utazott, egy fontos titkos iratot kell utánaküldeni. Átkutatja Schmied szobáját, elvisz egy „G” feliratú dossziét.
Dr. Lutz vizsgálóbírónak Bärlach elmondja, gyanakszik valakire, de még nem árulhatja el, bizonyítékokat kell gyűjtenie. Bärlach régi vágású rendőr, gyakran kerül ellentétbe a modern amerikai módszereket kedvelő Lutz vizsgálóbíróval. Gyomorbetegsége miatt Bärlach gyengélkedik, a nyomozáshoz a tehetséges és törekvő Tschanz nyomozót kéri maga mellé. Tschanzot visszarendelik szabadságáról.
A szabadságról visszatért Tschanz nyomozó jelentkezik Bärlachnál. Kész elméletettel áll elő, hogyan történhetett a gyilkosság: Schmiedet megállította valaki, akit láthatólag ismert, kinyitotta neki a kocsi ajtaját, a gyilkos lelőtte. Bärlach megmutat egy „talált” pisztolygolyót, Tschanz megállapítja, hogy azt katonai fegyverből lőtték ki. Bärlach elmondja: Meg kell tudni, mit keresett Schmied Lamboingban. A meggyilkolt hadnagy szmokingot viselt, estélyhez öltözött, naptárába aznapra egy „G” betűt jegyzett be. Azt a helyet kell megkeresni, ahová aznap indult. Tschanz rákérdez, hogy az áldozat lakásán, Schönlernénél nem talált-e valamit, de Bärlach nemmel felel. Megerősíti, hogy gyanakszik valakire, de csak érzelmi alapon, ezért a nevet Tschanznak sem árulja el.
Azon napon, ahol Schmied naptárában újabb „G” bejegyzés szerepel, Bärlach elkíséri Tschanzot Lamboingba, a gyilkosság színhelyére. Hamarosan egy villához érnek, kapuján „G” betűs címerrel. Tschanz szerint a név: „Gastmann”, és Schmied csak ide jöhetett, mert a helyi telefonkönyvben Gastmannon kívül csak egy „G” kezdőbetűs név szerepel, „Gendarmerie”, azaz a csendőrség.
Nyolc órakor valóban vendégek érkeznek a villába. Miután mindenki bement a házba, a két rendőr behatol a kertbe, kikémlelik a házat. Bärlachot megtámadja a hatalmas házőrző kutya, élete veszélybe kerül, de Tschanz megmenti, lelövi az állatot.
A zajra a házból Gastmann ügyvédje, az arrogáns von Schwendi képviselő siet ki felháborodva. A rendőrök igazolják magukat: gyilkossági ügyben nyomoznak. Átadja Schmied fényképét. Az ügyvéd elküldi őket, de megígéri, másnap ő maga megy be Dr. Lutz vizsgálóbíró irodájába. Távozóban Tschanz javasolja, hallgassák meg az ismert írót, aki ugyancsak jelen volt a múlt heti estélyen. Otthon Bärlach egyedül maradva kiteszi nehéz revolverét, amelyet nem használt a kutya ellen. Karjáról leveszi a vastag védőpólyákat, amelyek megvédték a kutya fogaitól…
Von Schwendi ügyvéd megjelenik régi barátjának, Dr. Lutz vizsgálóbírónak irodájában, és közli: A Bärlach által átadott fénykép szerint a meggyilkolt személy Dr. Prandtl tanár álnév alatt rendszeres vendége volt a Gastmann-háznak, ahol nagyiparosok, politikusok és diplomaták szigorúan bizalmas megbeszéléseket folytatnak. Lutz meglepődik, Schmied nem kapott ilyen megbízatást a rendőrségtől. Az ügyvéd szerint Schmied egy külföldi hatalomnak kémkedett. Schwendi figyelmezteti Lutzot: Gastmann a politika védelme alatt áll, nem nyomozhat utána. Lutz biztosítja Schwendit, hogy diszkréten kezeli az ügyet, eltekint a házkutatástól és kíméli Gastmannt.
Bärlachot otthonában Gastmann várja, kezében a Schmied által összegyűjtött nyomozati dossziéval, amit Bärlach széfjében talált. Gastmann felidézi a múltat: Évtizedekkel korábban, Konstantinápolyban ismerkedtek meg, egy ifjú kalandor és egy fiatal rendőr. Gastmann fogadott Bärlachhal, hogy megöl egy embert fényes nappal, barátjának szeme láttára, Bärlach mégsem fogja tudni rábizonyítani a tettet. Így is történt. A fogadás meghatározta további sorsukat. Gastmann bűnözővé vált, bűncselekményei nyomán nemzetközi fegyverkereskedő, magas körökben mozgó életművész, sokszoros milliomos. Bärlach rendőrfelügyelő lett, életcéljává vált egykori barátjának leleplezése, de Gastmann mindig mindig kicsúszott a kezéből. Megöregedve, betegen utolsó esélyét, Schmied hadnagyot állította Gastmannra, aki álnéven a közelébe férkőzött, és bizonyítékokat gyűjtött Gastmann illegális ügyeiről, amíg meg nem ölték. Gastmann most szembesíti az öreget végzetes betegségével. Az orvostól ellopott iratokból tudja, hogy a felügyelő súlyos operáció előtt áll, egy éve sincs már hátra. Ismerje be, hogy veszített. „Add fel, öreg, a halál nem vár.” Az öreg rendíthetetlen: Nem adja fel, Gastmannak felelnie kell elkövetett bűncselekményeiért. Gastmann magával viszi Schmied dossziéját, Bärlach egyetlen bizonyítékát Gastmann bűncselekményeire.
Dr. Lutz vizsgálóbíró berendeli Bärlachot, és megtiltja a nyomozást Gastmann ellen, akit minden gyanún felül állónak kell tekinteni, magasabb politikai érdekből, bár megütközve meséli el, hogy Schmied hadnagy temetésén Gastmann két embere részegen trágárságokat énekelve, egy koszorút hoztak, „a felejthetetlen Pradtl doktornak” felirattal. Dr. Lutz a további nyomozást a szövetségi ügyész döntésétől teszi függővé. Bärlach látszólag belenyugszik az utasításba, egy hét betegszabadságra megy.
Bärlach és Tschanz meglátogatja az Írót, a Gastmann-ház gyakori vendégét, hátha megtudnak tőle valamit. Az író hosszú meditáció során kifejti, íróként tanulmányozza Gastmann személyiségét, rossz embernek tartja, mégis csodálattal tekint rá, aki saját korlátlan szabadságát abban éli ki, hogy megszegi a törvényeket és szabályokat. Gastmannt bármilyen bűncselekmény elkövetésére alkalmasnak tartja.
Tschanz vitába keveredik Bärlachhal. Tschanz tudja, hogy Dr. Lutz vizsgálóbíró, Von Schwendi rábeszélésére letiltotta a nyomozást Gastmann ellen, de Tschanz biztos benne, hogy Gastmann vagy valamelyik embere a gyilkos. Bärlach szerint nem Gastmann a gyilkos. Utasítja Tschanzot, inkább Schmied életét kutassa, ott találjon nyomot. Tschanzból kitör az elkeseredés, mindig háttérbe volt szorítva, most egy jelentős ügyben sikert érhetne el, de nem nyúlhat Gastmannhoz. Könyörög Bärlachnak, járjon közbe Dr. Lutznál, engedélyezze a nyomozást, de az öreg visszautasítja: ő betegszabadságra megy, Tschanznak egyedül kell megoldást találnia.
Bärlach éjszaka arra riad, valaki jár a lakásában. Betörő kutat az irodájában. Amikor Bärlach rajtaüt, a betörő megpróbálja megölni, az öreg többször rálő, az ismeretlen elmenekül. Felhívja Tschanzt, elmondja neki, sejti, ki lehetett a betörő, és mit kereshetett. Tschanz nyomokat keres, de semmit sem talál, Tschanz azonnal Gastmannhoz akar menni, de Bärlach hazaküldi. Az öreg rosszul érzi magát, lefekszik.

„Most rád bizonyítom azt, amit nem követtél el.” Bärlach és Gastmann utolsó találkozása (Páger Antal, Ajtay Andor)

Reggel kilép hálószobájából, ott találja Gastmannt az embereivel. A kalandor szemére veti Bärlachnak, hogy elment az íróhoz. Megfenyegeti Bärlachot: Ha továbbra is szaglászik utána, meghal, mint mindenki, aki közel jutott hozzá. A halálraszánt Bärlach nem rendül meg: „Tudom, hogy nem te ölted meg Schmied hadnagyot. Nem sikerült rád bizonyítanom a gaztetteket, amelyeket elkövették, most rád bizonyítom azt, amit nem követtél el.” Gastmann meghökken: „Lehet, hogy veszedelmesebb fickó vagy, öreg, mint ahogy gondoltam?” Az öreg elszántan befejezi: „Nem fogsz megölni, mert én vagyok az egyetlen ember, aki ismerlek, én vagyok, aki ítélkezhetem fölötted. Halálra ítéltelek, Gastmann. A hóhér ma elmegy hozzád, ezt a napot nem éled túl.” Gastmann rálegyint, és embereivel együtt távozik.
Hajnalban Gastmann és testőrei utazni készülnek. Váratlanul Tschanz lép be. Gastmann rámered: „Tehát maga az. Ezt nem csinálta rosszul az öreg”! Testőrei tüzet nyitnak, a tűzpárbajban Tschanz megsebesül, de mindhármukat agyonlövi.
A lövöldözés helyszínét szemlézve Dr. Lutz vizsgálóbíró és von Schwendi ügyvéd értetlenül tárgyalják, hogyan volt lehetséges, hogy a jogrendszerrel, törvényekkel jól védett társadalom bástyái mögé hogyan tudott bejutni egy olyan bűnöző, mint Gastmann. Schwendi sajnálkozik: „Senki nem sejtett semmit, ki gondolta volna, hogy bűnöző?” Lutz elmondja, Schmied hadnagy hivatalos megbízás nélkül, saját szakállára nyomozhatott Gastmann után, eredményeit egy dossziéban gyűjtötte össze. Gastmann rájött igazi kilétére, és megölette. A gyilkos fegyvert megtalálták az egyik lelőtt testőr kezében.
Bärlach felügyelő is a helyszínre érkezik, Lutz beszámol neki Tschanz sikeres akciójáról. Az öreg mélyen elgondolkodva nézi meg a halott Gastmannt, akit három évtizeden át üldözött.

„Ünnepeljük meg Schmied gyilkosának leleplezését!” Tschanz nyomozó és Bärlach felügyelő utolsó találkozása (Márkus László, Páger Antal)

Tschanzt előléptetik, kitüntetést kap. Bärlach meghívja magához ünnepelni. Tschanz megdöbbenve látja, hogy az öreg, akit súlyos gyormorbajosnak hitt, gazdag vacsorával várja: „Meg kell ünnepelnünk Schmied gyilkosának leleplezését.” Bärlach félelmetes étvággyal eszik, szinte zabál, erős italokat iszik. A rémült Tschanz rájön: A ravasz öreg mindvégig tévedésben tartotta őt, nem is beteg. Bärlach feltárja a valóságot: „A fegyver, amit a szolga a kezében tartott, a te pisztolyod volt. Schmiedet te ölted meg.”
Az öreg sorolja a bizonyítékokat: „Ugyanazzal a fegyverrel ölted meg, amelyikkel Gastmann kutyáját lelőtted. A két golyó ugyanabból a fegyverből származott. Elárultad magad, amikor megmentetted az életemet. Tudtam, hogy Gastmann vérebet tart. Előre bepólyáltam a karomat. Csapdát állítottam neked. A golyót meg kellett szereznem.”
„Schmied hadnagy a legjobb emberem volt. Őt küldtem Gastmann környezetébe, de te irigyelted a tudásáért, műveltségéért. Kifigyelted, hová jár, és megölted, hogy megszerezd tőle ezt az ügyet, és végre sikert arathass. Megölted Schmiedet, megszerezted az állását. Ő volt az utolsó reménységem, hogy leleplezhessem Gastmannt. Nekem nem maradt más választásom, mint hogy téged küldjelek Gastmann ellen, gyilkost a másik gyilkos ellen. Mindenképpen bizonyítanod kellett, hogy Schmiedet Gastmann ölte meg, különben te magad kerülsz gyanúba. Jártál nálam, tudtad, hogy Schmied bizonyítékai nálam vannak, de nem tudtad, hogy Gastmann már elvitte tőlem a dossziét. Éjszaka rám törtél, hogy megszerezd, akár azon az áron is, hogy engem megölsz. Másnap megtudtad, hol a dosszié, és végsőkig elkeseredve elmentél Gastmannhoz, hogy kikényszerítsd valahogyan a döntést. Így tettem a te célodat az én célommá.”
Tschanz megpróbál védekezni: „Önvédelemből tettem” Bärlach megsemmisítő válasza: „Aznap reggel megmondtam Gastmannak, elküldök hozzá valakit, aki megöli.” Tschanz összeroskad: „Tehát ön volt a bíró, én voltam a hóhéra. Bűnöző lettem.” Fegyveréért nyúl, de az öreg leinti: „Lutz tudja, hogy nálam vagy. A Schmied-ügyet lezártuk. Nem áruljuk el senkinek..” Tschanz elrohan.
Az öreg Bärlach azonban valóban beteg, ebben az egyben nem hazudott. Magára marad a rátörő fájdalmakkal. Bevégezte élete feladatát, készül a kockázatos műtétre.

## Eltérések az eredeti regénytől
- A tévéfilm alapvetően Dürrenmatt regényének fonalát követi, A tévéfilmek költségkorlátai miatt főleg stúdióban és kis számú berendezett belső térben forgattak (Bärlach lakása, Lutz irodája, az Író lakása, Gastmann-villa). Külső felvétel jóformán csak a nyitókép (a rendőrgyilkosság helyszíne, a stáblistával) és a kutyás jelenet a Gastmann-villa kertjében.
- A regényben az áldozatot megtaláló egyszerű helyi csendőr a holttestet átrakja az autó szomszéd ülésére, és bekocsikázik vele Bielbe, a kapitányságra, lehetetlenné téve a nyomok azonosítását. Ez a jelenet kimaradt, a nyitó képsorokon rendes helyszíni szemle történik.
- A temetési jelenetet nem forgatták le, azt csupán Lutz vizsgálóbíró meséli el Bärlachnak.
- Schmied hadnagy menyasszonya, Anna egyáltalán nem szerepel a filmben.
- Gastmann és Bärlach utolsó találkozása nem a pályaudvarra menet, a taxiban játszódik, hanem Bärlach lakásában.
- A film végén, a végső szembesítés után Bärlach elkergeti Tschanzot, aki elrohan, és további sorsáról nem esik szó. (Az eredeti regény azzal zárul, hogy az őrülten száguldó Tschanz kocsiját elkapja a vonat, a bűnös nyomozó életét veszti.)

## Szereposztás
| Szerep                                  | Színész           |
| --------------------------------------- | ----------------- |
| Hans Bärlach felügyelő                  | Páger Antal       |
| Richard Gastmann                        | Ajtay Andor       |
| Walter Tschanz nyomozó                  | Márkus László     |
| Von Schwendi ezredes, ügyvéd, képviselő | Velenczey István  |
| Dr. Lutz vizsgálóbíró, rendőrfőtanácsos | Szakáts Miklós    |
| Friedrich (az író)                      | Tomanek Nándor    |
| Schönlerné                              | Törőcsik Mari     |
| Csendőr                                 | Juhász Jácint     |
| Ismeretlen                              | Garamszegi Károly |

## Az alapmű magyar kiadásai
- Friedrich Dürrenmatt: Az ígéret. Három kisregény. Európa Könyvkiadó, Budapest, 1984. Benne: Az ígéret (Das Versprechen), ford. Fáy Árpád. A baleset (Die Panne), ford. Gera György. A bíró és a hóhér (Der Richter und sein Henker), ford. Ungvári Tamás. Online = hu.scribd.com.
- Friedrich Dürrenmatt: Válogatott elbeszélések 1. kötet. A bíró és a hóhér, ford. Ungvári Tamás, Európa Könyvkiadó, Budapest, 2002. ISBN 963-07-7230-2